# Neoheteronyx inconstans
Neoheteronyx inconstans är en skalbaggsart som beskrevs av Lea 1924. Neoheteronyx inconstans ingår i släktet Neoheteronyx och familjen Melolonthidae. Inga underarter finns listade i Catalogue of Life.